# Tragant

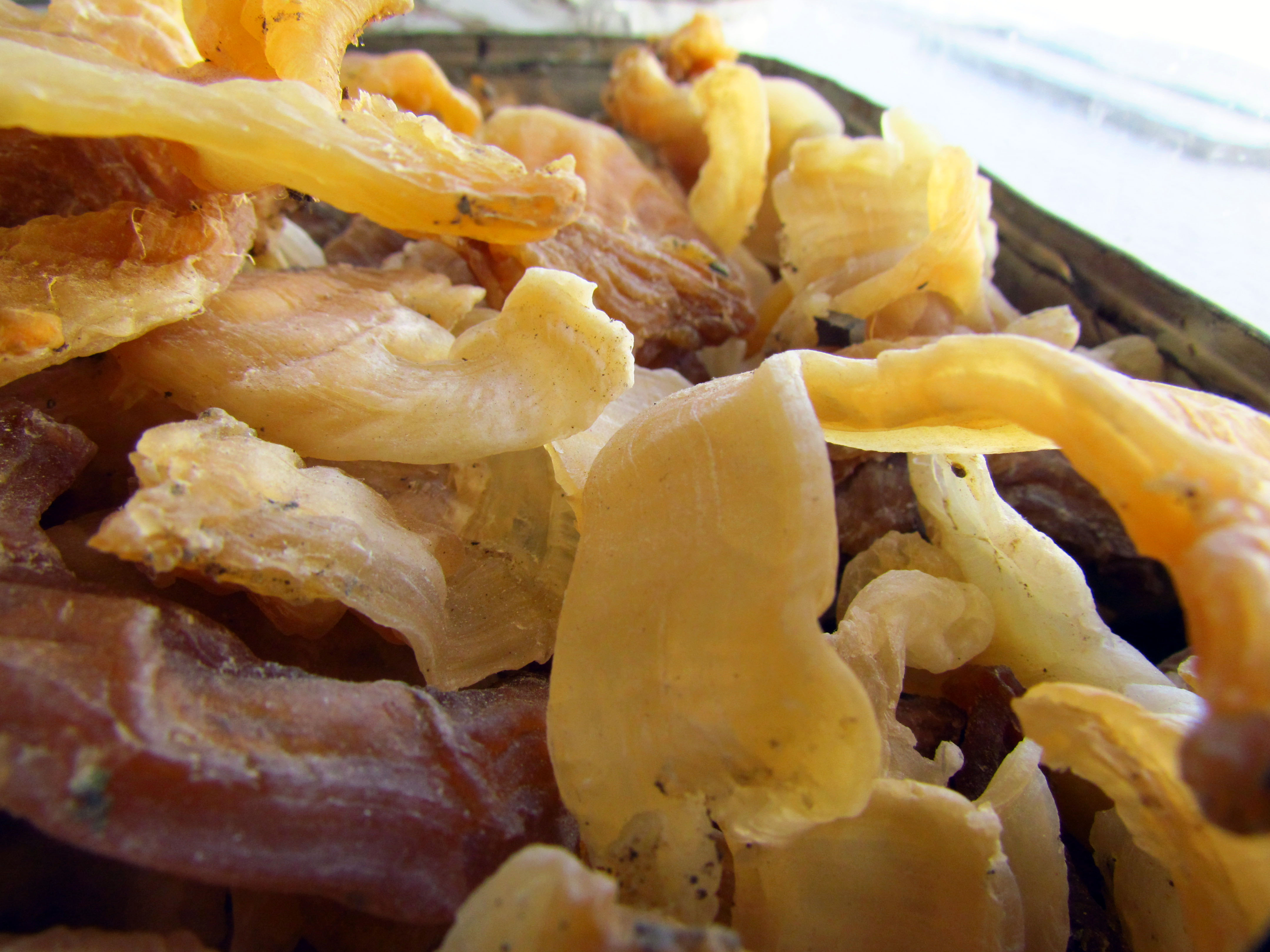
Tragant

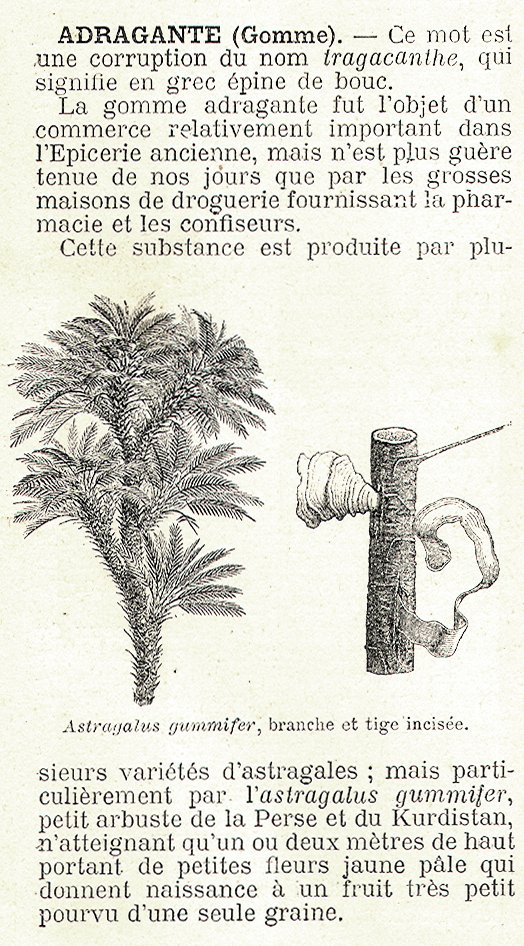
Astragalus gummifer – keř, ze kterého se získává tragant

Tragant je pryskyřice vytékající po poranění z keřů z rodu kozinec.

## Popis
Tragant se získává z druhů rostoucích v Řecku, Turecku, Íránu a Iráku: Astragalus gummifer (kozinec klejodárný, kozinec slizodárný), Astragalus adscendens a Astragalus microcephalus.
Tragant se získává podélným nařezáváním kůry, kdy z ran pryskyřice samovolně vytéká, na vzduchu tuhne a sbírá se po dvou dnech. Bílá až nažloutlá slizovitá látka je bez chuti a zápachu a má podobné vlastnosti jako třešňová nebo arabská guma. 

## Obsah látek
Tragant obsahuje především polysacharidy, buničinu a menší množství minerálních látek.

## Využití
V potravinářství se tragant značí E413 a používá se jako zahušťovadlo, stabilizátor a emulgátor. Je odolný vůči teplu a kyselému prostředí a často se využívá v cukrářství.
V malířství se tragant používá jako pojivo pigmentu v akvarelu, pastelu či technice kvaše.
Dále se tragant využívá ve farmaceutických a kosmetických přípravcích.